# Оскар Ленц
Оскар Хайнрих Ленц (на немски: Oskar Heinrich Lenz) е германо-австрийски пътешественик, геолог, минералог, изследовател на Африка.

## Ранни години (1848 – 1873)
Роден е на 13 април 1848 година в Лайпциг, Кралство Саксония (днес в Германия), в семейството на обущар. След завършване на гимназия в родния си град, от 1866 година учи минералогия и геология в Лайпцигския университет. През 1870 година получава докторска степен и заминава за Виена, където работи като учител. През 1872 г. се присъединява като доброволец в Геоложкия институт във Виена. По-късно същата година получава австрийско гражданство.

## Изследователска дейност (1874 – 1886)

### Експедиции в Габон и Екваториална Африка (1874 и 1876)
В периода 1874 – 1877 година Ленц работи като изследовател към Германското дружество за изследване на Екваториална Африка и френската колония Габон, базирано в Берлин.
През юни 1874 година изследва естуара Рио Муни в Габон и река Тембони, вливаща се в него до изворите ѝ в Кристалните планини, като съществено поправя и допълва доста несъвършената карта на района. От юли до ноември изследва езерно-блатния район в долното течение на река Огове, а през декември – течението на реката нагоре до устието на левия ѝ приток река Офове, където е спрян от местното племе осиеба. Резултатите от тази експедиция са обширна етнографска колекция.
През май 1876 година успява да встъпи в преговори с войнственото племе и завързва с тях дружески отношения. Съпровождан от воините на племето Ленц извършва тринадесетдневен преход през гъсти заблатени гори, следвайки повече или по-малко паралелно на течението на Огове до устието на десния ѝ приток река Себе, като открива река Лоло (ляв приток на Огове). В началото на юли 1876 година Ленц тръгва обратно поради сериозно заболяване и през ноември се завръща в Либревил.
Двегодишните си пътешествия по Африка описва в излязлата през 1878 книга: „Skizzen aus Westafrika“. В нея той помества и карта на Огове, която придобива съвременната си конфигурация. Трудът му представлява особен интерес в сравнение с неговите предшественици, тъй като в него наред с географските и етнографски материали се съдържа първата компетентна (разбира се, все още схематична) геоложка характеристика на Габон и Екваториална Африка.

### Пътешествие през Сахара и Западна Африка (1879 – 1880)
През 1879 година, преоблечен като турски лекар, тръгва от Танжер в Мароко, пресича Марокански Атлас и Западна Сахара и с големи трудности през 1880 година стига до Тимбукту. Оттам продължава на запад и става първият европеец пресякъл югозападните части на Сахара до Сенегал.
Описанието на това опасно пътешествие излиза от печат през 1884 г. под заглавието: „Timbuktu. Reise durch Marocco die Sahara und den Dudan“ (Bd 1 – 2, Leipzig, 1884).

### Пресичане на Африка от запад на изток (1885 – 1886)
През 1885 година е организирана и спонсорирана експедиция от Географското дружество във Виена, като целта ѝ е да се изкачи по река Конго до водопадите Стенли, оттам да продължи на североизток, да пресече вододела Нил-Конго и да се опита да помогне на обкръжения в Южен Судан, поради въстание, Емин паша, но плановете не се осъществяват така както са запланувани. Ленц е назначен за неин ръководител, а участници в нея са австрийския топограф Оскар Бауман и бившия спътник на Василий Юнкер Фридрих Бондорф.
Експедицията се изкачва нагоре по Конго до 5º ю.ш., където Бауман сериозно заболява и е принуден да се върне в устието на Конго. Ленц и Бондорф продължават нагоре по реката, достигат до езерото Танганика, като се надяват да проникнат през Руанда и Уганда към Южен Судан, но и този път се оказва невъзможен. Отказвайки се от своите замисли двамата пътешественици се насочват на юг и през езерото Няса и реките Шире и Замбези в края на 1886 г. достигат до източния бряг на Африка, като по този начин пресичат континента от запад на изток.
Това нова пресичане на Африка е извършено по известни вече на европейците пътища и не довежда до нови открития, но все пак способства за задълбочаването на географските знания за преминатите райони. Следва да се отбележи доста точната топографска снимка на долното и средното течение на Конго, изпълнена от Бауман, и снимката на Луалаба от водопадите Стенли до горното ѝ течение от Ленц. Немалка ценност за науката представляват и геоложките образци събрани от Ленц – първият геолог-професионалист, проникнал дълбоко в басейна на Конго. През 1895 описанието на това пътешествие е отпечатано в книгата: „Wanderungen in Afrika“.

## Следващи години (1887 – 1925)
След завръщането си в Европа от 1887 до 1907 година е професор по география в Пражкия университет.
Умира от инсулт на 1 март 1925 година в Зос, Австрия, на 76-годишна възраст.